# エクスペル
エクスペル（EXPER）は、スクウェア・エニックスのコンピュータゲーム『スターオーシャンシリーズ』に登場する架空の惑星。『スターオーシャン セカンドストーリー』及び『スターオーシャン2 Second Evolution』において物語の主要舞台となる。『スターオーシャンEX』の舞台でもある。

## 概要
銀河系セクターθアルクラ星系の第4惑星で、大気、重力といった環境は地球に酷似している。惑星の文明人口は約10億人でその大半をエクスペル人が占める。宇宙暦366年時点において、科学技術の水準は低いものの紋章術に関する研究は発達している。ただしリンガに居住するノイマン親子やラクール王国に籍を置くゲーステ一家など、一部には科学技術に対して高いレベルの知識を持つ者も少数ながら存在する。

## 種族
基本的に、エクスペルに存在する種族はエクスペルただ一種ということができる。エクスペル人は、同時発生した知的種族が長い間に交配を繰り返し続けた混血種族である為、同じ種族でありながら個体差が非常に激しい。中にはフェルプールへ先祖返りするものもいる上、宇宙暦366年以降にネーデ人も混血したと考えられる。

## 地理

### クロス大陸
エル大陸とラクール大陸に挟まれた位置にある大陸で、エクスペル中で最も面積が広い大陸。
クロス城下町
クロス大陸の中央部に位置する大陸の中心都市で、大陸一帯を支配するクロス王国の王都。
ハーリーの街
クロス大陸の東方に位置し、クロス大陸とラクール大陸間の連絡船が就航する港町。
港町クリク
クロス大陸の北方に位置し、クロス大陸とエル大陸間の連絡船が就航する港町。宇宙暦366年、大地震とそれに伴う津波に見舞われ壊滅する。
マーズ村
クロス大陸の東方の内陸部に位置する村。紋章術師が多く在住していて、村の裏には紋章の森が広がっている。セリーヌ・ジュレスの故郷。
サルバの町
クロス大陸の南方の内陸部に位置する町。鉱山がある。
アーリア村
クロス大陸の南方に位置する村。村の裏には神護の森が広がっている。レナ・ランフォードの育ちの地であり、ディアス・フラックの故郷。

### ラクール大陸
クロス大陸の東方に位置する大陸。大陸北方の孤島には古代文明の遺跡であるホフマン遺跡がある。
ラクール城下町
ラクール大陸の中心都市で、大陸一帯を支配するラクール王国の王都である。毎年ラクール闘技場で武具大会が開催されることもあり、町内に多くの武器屋がある。また、エクスペル唯一の出版社が存在する。レオン・D・S・ゲーステの故郷。
港町ヒルトン
ラクール大陸とクロス大陸間の連絡船が就航する港町。
ラクール前線基地
ラクール大陸に侵略してくる魔物に対しての最終防衛線。そのためか後に開く武器庫ではエクスペルでも最強レベルの装備が買える。
リンガの町
ラクール大陸の南方に位置する町で、エクスペル唯一の大学であるラクール・アカデミーが所在する学術都市である。近隣に薬草が自生するリンガの聖地があるため、タケモトツヨシやJean Medicine Homeといった薬局が多く所在する。ボーマン・ジーンとプリシス・F・ノイマンの故郷。

### エル大陸
クロス大陸の西方に位置する大陸。宇宙暦366年、エルリアにソーサリーグローブが落下し、それに伴い発生した魔物により壊滅的被害を受けた。
エルリア
ソーサリーグローブが落下した都市。跡地には魔物の本拠地である、エルリアタワーが形成された。
エルリア集落
壊滅したエル大陸の人々が集まってできた小さな集落。エルリアタワーの近くにあり、エルリアタワー攻略の拠点となる。
港街テヌー
エル大陸とクロス大陸間の連絡船が就航する港街であったが、魔物の猛攻に遭い壊滅した。本来クロード達がクリクから向かう予定だった町。

### その他
ホフマン遺跡
ラクール王国が開発している「ラクールホープ」の最後の材料となる「エナジーストーン」が眠る遺跡。孤島に存在し、ヒルトンからの船で向かう事になる。
試練の洞窟
ある手段で行ける「VRエクスペル」の孤島に浮かぶ謎の洞窟。その性質上サイナードでしか辿りつけない。

## 歴史
- 宇宙暦366年（西暦2452年）: ソーサリーグローブ落下、その紋章力で公転軌道がずれる。エナジーネーデとの衝突により一時宇宙から消滅するも、エナジーネーデ崩壊の際のエネルギーで使われた時空転移シールドにより空間と時間の位相がずれることで復活した。
- 宇宙暦371年（西暦2457年）: 銀河連邦に加盟。元が未開惑星でありながら、ファーストコンタクトから連邦に加入できるようになるまでの期間が僅か5年と、非常に短い。

（西暦2087年＝宇宙暦元年）

## 出身者
- セリーヌ・ジュレス
- アシュトン・アンカース
- プリシス・F・ノイマン
- ボーマン・ジーン
- ディアス・フラック
- レオン・D・S・ゲーステ